# Penglai Insula
La Penglai Insula è una struttura geologica della superficie di Titano.